# إرفين كاريلو
إرفين كاريلو (بالإسبانية: Erwin Carrillo)‏ هو لاعب كرة قدم كولومبي في مركز الهجوم، ولد في 25 مارس 1983 في سانتا مارتا في كولومبيا. شارك مع منتخب كولومبيا تحت 20 سنة لكرة القدم. أما مع النوادي، فقد لعب مع أتلتيكو جونيور وديبورتيفو كالي.

## وصلات خارجية
- إرفين كاريلو على موقع الاتحاد الدولي (مؤرشف)  (الإنجليزية)
- إرفين كاريلو على موقع قاعدة بيانات كرة القدم.إي يو (الإنجليزية)
- إرفين كاريلو على موقع Soccerway.com (الإنجليزية)